# Liste der Baudenkmäler in Peißenberg

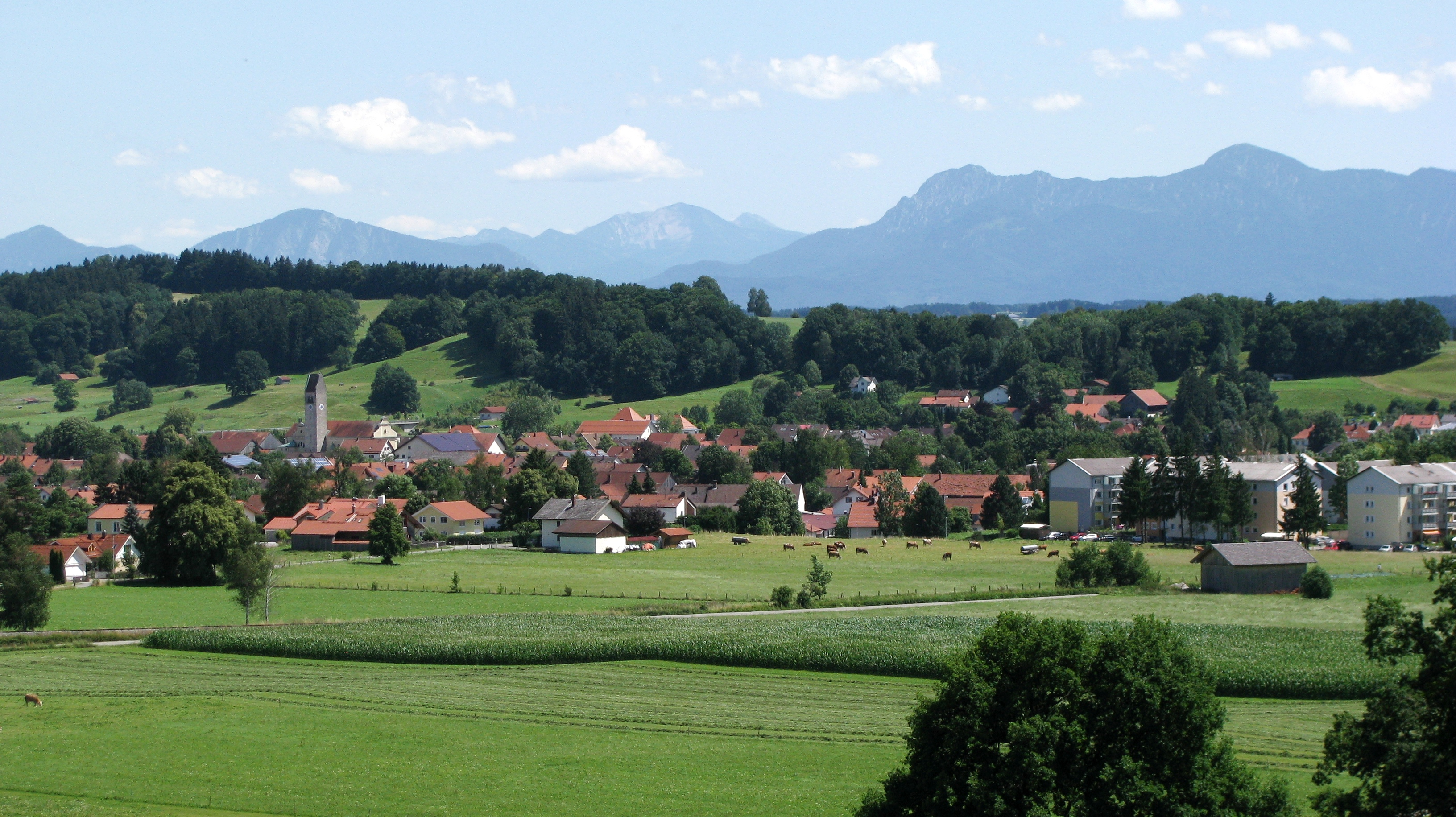
Blick auf Peißenberg

Auf dieser Seite sind die Baudenkmäler in dem oberbayerischen Markt Peißenberg zusammengestellt. Diese Tabelle ist eine Teilliste der Liste der Baudenkmäler in Bayern. Grundlage ist die Bayerische Denkmalliste, die auf Basis des Bayerischen Denkmalschutzgesetzes vom 1. Oktober 1973 erstmals erstellt wurde und seither durch das Bayerische Landesamt für Denkmalpflege geführt wird. Die folgenden Angaben ersetzen nicht die rechtsverbindliche Auskunft der Denkmalschutzbehörde.

## Ensembles

### Ensemble Arbeitersiedlung Barbarahof
Die Wohnsiedlung ist im Ortsteil Wörth unweit des ehemals nordwestlich gelegenen Kohlenbergwerks als Teil einer heute stark baulich veränderten Großsiedlung im Jahr 1951 von der Bayerischen Berg-, Hütten- und Salzwerke AG, Kohlenbergwerk Peißenberg errichtet worden. Die Planung lag bei der Bauabteilung der Generaldirektion. Der Siedlungsbau erfolgte in einer Hochphase des Bergsbaus in Peißenberg und wurde durch Mittel des Marshallplans unterstützt.
Die Arbeitersiedlung Barbarahof besteht aus einer zur Selbstversorgung und Erholung dienenden großen Gartenanlage im Süden, um die herum zueinander versetzt mehrere Häuserzeilen meist mit Vorgärten angeordnet sind, und einer kleinen begrünten Hofanlage im Norden. Die Wohnhäuser sind zweigeschossige Verputzbauten mit knapp überstehenden Satteldächern, Schleppgauben, Fensterläden und Vordächern über den Hauseingängen. Die meisten Wohnhäuser weisen hofseitig rhythmisierend eingesetzte, geschoßübergreifende, hölzerne Balkonflacherker auf. Den Wohnhäusern sind Holzlegen zugeordnet. In der großen Gartenanlage ist nach Westen aus der Mitte gerückt und zur Straßenseite geöffnet die sogenannte Zentrale Holzlege ausgebildet, die einen annähernd quadratischen Hofraum umschließt. Während es sich hier um einen holzverschalten Ständerbau handelt, sind die anderen Holzlegenreihen Massivbauten mit einseitiger Holzverschalung. Als Verbindungsbauten der giebelständigen Wohnhauszeilen im Norden und als Häuserzeilen im Osten schließen sie im Verein mit den Wohnhausbauten und Einfriedungen die große Gartenanlage ab, so dass ein weitgehend geschlossener Hofraum entsteht.
Die Siedlung Barbarahof orientiert sich in ihrer Hofbildung deutlich an städtebaulichen Konzeptionen der Vorkriegszeit. Die aufgelockerte Struktur und die versachlichten Bauformen, die mit den hölzernen Balkonerkern und Fensterläden den Anschluss an den Heimatstil suchen, lassen den Einfluss der Moderne erkennen. Die Wohnsiedlung bildet damit ein wichtiges Zeugnis der Industriegeschichte und Bergarbeiterkultur Peißenbergs ebenso wie des konservativen Siedlungsbaus der Nachkriegsmoderne.
Aktennummer: E-1-90-139-2

## Baudenkmäler nach Ortsteilen

### Peißenberg
| Lage                           | Objekt                                                                                   | Beschreibung | Akten-Nr.     | Bild                  |
| ------------------------------ | ---------------------------------------------------------------------------------------- | --- | ------------- | --------------------- |
| Bachstraße 18 (Standort)       | Getreidekasten                                                                           | Getreidekasten des sogenannter Simonliebhard-Hofs, zweigeschossiger Blockbau, um 1680, verbretterter Überbau mit Satteldach Mitte 19. Jahrhundert | D-1-90-139-3  | weitere Bilder        |
| Vor Hauptstraße 11 (Standort)  | Bildstock                                                                                | Pestsäule, gefaster Pfeiler mit Laterne, wohl 17. Jahrhundert | D-1-90-139-14 | weitere Bilder        |
| Hauptstraße 1 (Standort)       | Getreidekasten                                                                           | Getreidekasten des sogenannter Baltl-Hofs, zweigeschossiger Blockbau, Erdgeschoss um 1640, Obergeschoss bezeichnet 1768, verbretterter Überbau mit Satteldach frühes 19. Jahrhundert und 1909/11 erweitert. | D-1-90-139-4  | Getreidekasten        |
| Hauptstraße 7 (Standort)       | Pfarrhaus                                                                                | Zweigeschossiger Bau mit Walmdach, Zwerchhaus und Fassadengliederung des Neurokoko, 1905. | D-1-90-139-5  | weitere Bilder        |
| Hauptstraße 10/12 (Standort)   | Katholische Pfarrkirche St. Johannes Baptist                                             | spätgotischer Saalbau mit nördlichem Flankenturm, bezeichnet 1519 und 1526, neubarocke Erweiterung, Chorerneuerung und Umgestaltung durch Joseph Elsner 1904; mit Ausstattung; Leichenhalle, neuklassizistischer Walmdachbau mit ausladendem Vordach auf gusseisernen Stützen, 1895, verändert 1912; Friedhofskreuz mit fast lebensgroßem Christus und Maria, gefasste Kunststeinfiguren auf Holzkreuz, um 1900; Kriegerdenkmal für die Kriege des 19. Jahrhunderts, Gedenkstein aus Sandstein, um 1900, um achtseitige Sandsteinsäule und bekrönende Figur erhöht 1932. | D-1-90-139-1  | weitere Bilder        |
| Hauptstraße 37 (Standort)      | Landhaus                                                                                 | Repräsentative zweigeschossige Villa mit Walmdach, Giebeldreieck und Portikus im neubarocken Stil, 1925; Einfriedung, Kunststeinpfeiler mit eingespanntem Holzlattenzaun und schmiedeeisernen Toren, gleichzeitig. | D-1-90-139-7  | Landhaus              |
| Hauptstraße 64 (Standort)      | Turnhalle mit Gasthof der ehem. Freien Turnerschaft Peißenberg, dann sog. Bräuwastlhalle | zweigeschossiger Walmdachbau mit geöffneten oder vorgeblendeten, spitzbogigen Arkaden, geböschten Eckpfeilern, zweigeschossigen Erkern und Zwerchhaus in Formen des expressionistisch beeinflussten Heimatstils, von Alois Kranebitter, 1927; mit Ausstattung | D-1-90-139-50 | BW                    |
| Hauptstraße 79 (Standort)      | Ehemaliges Postamt                                                                       | zweigeschossiger verputzter Traufseitbau mit steilem Satteldach, im Stil der sogenannten Postbauschule, 1925. | D-1-90-139-8  | weitere Bilder        |
| Holzerstraße 9 (Standort)      | Steinsäule                                                                               | Mariensäule bzw. Leis-Bildstock, achtseitiger Säulenschaft mit Heiligennische und spitzer Zwiebelhaube, 1. Hälfte 17. Jahrhundert, bezeichnet 1733, 1930 versetzt und erneuert. | D-1-90-139-13 | Steinsäule            |
| Ludwigstraße 1 (Standort)      | Gasthof Zur Post                                                                         | Eingangstür des Gasthofs, geschnitzt und zweiflügelig mit Oberlicht, bezeichnet 1842. | D-1-90-139-9  | Gasthof Zur Post      |
| Ludwigstraße 12 (Standort)     | Beim Leis/Leisenweber                                                                    | Ehemaliger Bauernhof, zweigeschossiger Einfirsthof mit Wohnteil in offenem Blockbau, dendro.dat. 1458, Aufsteilung des Satteldaches 1859. | D-1-90-139-10 | Beim Leis/Leisenweber |
| Ludwigstraße 30/32 (Standort)  | Beim Stamaschneider                                                                      | Ehemaliger Doppelbauernhof, zweigeschossiges Doppelhaus mit flachem Satteldach, verputzter Blockbau, im Kern 17./18. Jahrhundert | D-1-90-139-11 | Beim Stamaschneider   |
| Maximiliansweg (Standort)      | Lourdesgrotte                                                                            | Kleine Parkanlage mit Quelle und Gebetshäuschen, 1895, mit Gedenkstein an König Maximilian II. von 1850. | D-1-90-139-31 | weitere Bilder        |
| Schellhammergasse 2 (Standort) | Getreidekasten                                                                           | Getreidekasten des sogenannten Schellhammer-Hofs, obergeschossig, bezeichnet 1663, zweigeschossiger Überbau mit Satteldach und Verlegung 1. Hälfte 19. Jh | D-1-90-139-12 | Getreidekasten        |
| Stammerstraße 8 (Standort)     | Getreidekasten                                                                           | Getreidekasten des sogenannten Küblhöfer-Hofs, erdgeschossig, bezeichnet 1686. | D-1-90-139-32 | Getreidekasten        |
| Sulzer Straße 14 (Standort)    | Friedenskirche                                                                           | Evang.-Luth. Kirche, genordeter Saalbau mit stark eingezogenem Polygonalchor, seitlichem Flankenturm mit Zeltdach und rechtwinklig angefügter Taufkapelle, in schlichten historisierenden Formen, von Alois Kranebitter, 1928; mit Ausstattung. | D-1-90-139-29 | weitere Bilder        |
| Tiefstollen 1–3, 5 (Standort)  | Bergwerk Peißenberg                                                                      | Ehemalige obertägige Bergwerksanlagen am Tiefstollen um 1874/75, bestehend aus: ehemaligem Bergamt (Grubenverwaltung), jetzt Wohnhaus, Satteldachbau mit Quergiebelrisalit (Nr. 1); ehemaligem Zechenhaus (Grubenschänke), seit 1987 Bergbaumuseum, mit Flachsatteldach und verputztem Fachwerk-Obergeschoss (Nr. 2); ehemaligem Steigerhaus („Beamtenwohnhaus“), Flachsatteldachbau mit Quergiebelrisalit, Segmentbogenfenstern und Putzgliederung (Nr. 3); Hallenkomplex mit ehemaliger Maschinenhalle, erdgeschossig mit Rundbogenfenstern und Firstaufsatz, in Querrichtung angeschlossen zwei parallele Hallen in unverputztem Ziegelmauerwerk mit Eisenfachwerkbindern (Nr. 5). – Hinter Haus Nr. 2 Stollenmundloch, bezeichnet mit dem Jahr 1869, Futtermauern, Stollen und Belüftungsanlage. | D-1-90-139-28 | weitere Bilder        |

### Aich
| Lage              | Objekt            | Beschreibung | Akten-Nr.    | Bild           |
| ----------------- | ----------------- | --- | ------------ | -------------- |
| Aich 7 (Standort) | Kirche Maria Aich | Kath. Wallfahrtskirche, barocker Saalbau mit Lisenengliederung, leicht eingezogener Apsis mit kleinem Chorturm und angefügter Sakristei, von Joseph Schmuzer, 1731/34; mit Ausstattung. | D-1-90-139-2 | weitere Bilder |

### Ammerhöfe
| Lage                                    | Objekt              | Beschreibung                                                                                     | Akten-Nr.     | Bild           |
| --------------------------------------- | ------------------- | ------------------------------------------------------------------------------------------------ | ------------- | -------------- |
| Ammerhöfe 5, Steinlehof (Standort)      | Getreidekasten      | Getreidekasten des sogenannten Steinle-Hofes, zweigeschossig und bemalt, bezeichnet 1567.        | D-1-90-139-15 | Getreidekasten |
| Ammerhöfe 7, Lechnerhof (Standort)      | Getreidekasten      | Getreidekasten des sogenannten Lechner-Hofes, zweigeschossig, um 1570.                           | D-1-90-139-16 | BW             |
| Ammerhöfe 8, beim Reitnerhof (Standort) | Kapelle St. Michael | Hofkapelle, verputzter Rechteckbau mit eingezogener Apsis und Dachreiter, 1862; mit Ausstattung. | D-1-90-139-30 | weitere Bilder |

### Fendt
| Lage                                 | Objekt          | Beschreibung | Akten-Nr.     | Bild            |
| ------------------------------------ | --------------- | --- | ------------- | --------------- |
| Fendt 4a, in Oberfendt (Standort)    | Feldkapelle     | Kleiner verputzter Quaderbau mit Satteldach, 18./19. Jahrhundert; mit Ausstattung.                                            | D-1-90-139-18 | BW              |
| Flur Fendt, in Unterfendt (Standort) | Schwedenkapelle | Wegkapelle, kleiner quadratischer Putzbau mit Walmdach und angefügter Apsis, wohl 1. Hälfte 19. Jahrhundert; mit Ausstattung. | D-1-90-139-19 | Schwedenkapelle |

### Rapoltskreut
| Lage                      | Objekt            | Beschreibung | Akten-Nr.               | Bild |
| ------------------------- | ----------------- | --- | ----------------------- | ---- |
| Rapoltskreut 1 (Standort) | Eberlhof          | Ehemaliger Einödhof, zweigeschossiger verputzter Mittertennbau mit flachem Satteldach, Zierbund und Giebeltenne, 2. Hälfte 18. Jahrhundert | D-1-90-139-20           | BW   |
| Rapoltskreut 1 (Standort) | Kapelle St. Maria | Hofkapelle, verputzter Rechteckbau mit Satteldach, 18./19. Jahrhundert; mit Ausstattung.                                                   | D-1-90-139-20 zugehörig | BW   |

### Sankt Georg
| Lage                   | Objekt                | Beschreibung | Akten-Nr.     | Bild           |
| ---------------------- | --------------------- | --- | ------------- | -------------- |
| Sankt Georg (Standort) | Burgkapelle St. Georg | Schmaler kleiner Putzbau mit stark eingezogenem Polygonalbau und Dachreiter, im Kern spätromanisch, Chor 1497 angefügt; mit Ausstattung. | D-1-90-139-22 | weitere Bilder |

### Sankt Michael
| Lage                     | Objekt              | Beschreibung | Akten-Nr.     | Bild           |
| ------------------------ | ------------------- | --- | ------------- | -------------- |
| Sankt Michael (Standort) | Kapelle St. Michael | Achteckiger Zentralbau mit Zeltdach, seitlich angefügtem Turm mit Oktogon und Spitzhaube sowie kleiner Sakristei, 1611; mit Ausstattung. | D-1-90-139-23 | weitere Bilder |

### Strallen
| Lage                                  | Objekt             | Beschreibung | Akten-Nr.     | Bild               |
| ------------------------------------- | ------------------ | --- | ------------- | ------------------ |
| Strallen, beim Hof Schmauz (Standort) | Kapelle St. Joseph | Hofkapelle, kleiner verputzter Saalbau mit eingezogenem Polygonalchor und unverputztem Fassadenturm mit Spitzhelm, 1865/66; mit Ausstattung. | D-1-90-139-24 | Kapelle St. Joseph |

### Tritschenkreut
| Lage                           | Objekt     | Beschreibung                                                              | Akten-Nr.     | Bild       |
| ------------------------------ | ---------- | ------------------------------------------------------------------------- | ------------- | ---------- |
| Flur Tritschenkreut (Standort) | Hofkapelle | Kleiner offener Nischenbau mit geradem Schluss, um 1750; mit Ausstattung. | D-1-90-139-25 | Hofkapelle |

### Unterbuchau
| Lage                     | Objekt         | Beschreibung | Akten-Nr.     | Bild |
| ------------------------ | -------------- | --- | ------------- | ---- |
| Unterbuchau 2 (Standort) | Getreidekasten | Getreidekasten des sogenannten Unterbuchauer-Hofs, obergeschossig, um 1680, zweigeschossiger Überbau Mitte 19. Jahrhundert | D-1-90-139-26 | BW   |

### Windkreut
| Lage                   | Objekt              | Beschreibung | Akten-Nr.     | Bild |
| ---------------------- | ------------------- | --- | ------------- | ---- |
| Windkreut 2 (Standort) | Kapelle St. Michael | Hofkapelle, kleiner Putzbau mit Traufgesims und eingezogenem rechteckigem Chor, 2. Hälfte 18. Jahrhundert; mit Ausstattung. | D-1-90-139-27 | BW   |

## Ehemalige Baudenkmäler
In diesem Abschnitt sind Objekte aufgeführt, die früher einmal in der Denkmalliste eingetragen waren, jetzt aber nicht mehr. Objekte, die in anderem Zusammenhang – also z. B. als Teil eines Baudenkmals – weiter eingetragen sind, sollen hier nicht aufgeführt werden. Aktennummern in diesem Abschnitt sind ehemalige, jetzt nicht mehr gültige Aktennummern.

| Lage                     | Objekt | Beschreibung                         | Akten-Nr. | Bild |
| ------------------------ | ------ | ------------------------------------ | --------- | ---- |
| Fendt Fendt 3 (Standort) |        | Traufbundwerk, Ende 18. Jahrhundert. |           | BW   |